# Емма Лівіт-Морґан
Емма Лівіт-Морґан (англ. Emma Leavitt-Morgan; 22 травня 1865 — 1 січня 1956) — колишня американська тенісистка.
Перемагала на турнірах Великого шолома в парному розряді.

## Фінали турнірів Великого шолома

### Парний розряд (1 перемога)
| Результат | Рік  | Турнір        | Покриття | Партнерка    | Суперниці                   | Рахунок       |
| --------- | ---- | ------------- | -------- | ------------ | --------------------------- | ------------- |
| Перемога  | 1891 | Чемпіонат США | Трава    | Мейбл Кегілл | Ґрейс Рузвелт Еллен Рузвелт | 2–6, 8–6, 6–4 |

## Нотатки
1. ↑  На той час Ірландія належала Великій Британії.